# 斯塔莱蒂
斯塔莱蒂（義大利語：Stalettì），是意大利卡坦扎罗省的一个市镇。总面积11平方公里，人口2486人，人口密度226.0人/平方公里（2009年）。ISTAT代码为079143。